# Help! (casa discografica)
La Help! è stata una casa discografica, italiana, attiva dalla fine degli anni '60 sino alla prima metà del decennio successivo.

## Storia
La Help! fu fondata dal produttore discografico Gianni Dell'Orso, attivo fin dagli anni '60 presso l'RCA Italiana (l'etichetta che si occuperà della distribuzione della Help!).
Si occupò prevalentemente di stampare dischi di musica pop e di rock progressivo; tra i nomi più noti pubblicati dall'etichetta ricordiamo tra i gruppi i romani Quella Vecchia Locanda ed i torinesi Procession e tra i solisti il cantautore Folkaldo.
La Help! inoltre pubblicò in Italia i dischi dei complessi tedeschi The Rattles e The Sub, grazie al produttore austriaco Eddy Korsche, collaboratore di Dall'Orso.
La Help! cessò l'attività nel 1975.

## Dischi
La datazione qui riportata si basa sull'etichetta del disco o sulla copertina; qualora nessuno di questi elementi abbia una datazione, è basata sulla numerazione del catalogo; talora è, infine, basata sul codice della matrice di stampa. Se esistenti, sono riportati, oltre all'anno, il mese e il giorno (quest'ultimo dato si trova, a volte, stampato sul vinile).

### 33 giri
| Numero di catalogo | Anno | Interprete                                                    | Titoli                 |
| ------------------ | ---- | ------------------------------------------------------------- | ---------------------- |
| ZSLH 55008         | 1970 | The Rattles                                                   | The Rattles            |
| ZSLH 55009         | 1970 | Free Action Inc.                                              | The Rattles            |
| ZSLH 55018         | 1970 | The Revelations                                               | The Revelations        |
| ZSLH 55020         | 1970 | Rene Eiffel Orchestra                                         | Nice and easy          |
| ZSLH 55023         | 1970 | The Sub                                                       | In concert             |
| ZSLH 55024         | 1971 | Ambros Seelos Orchestra                                       | Ambros Seelos '71      |
| ZSLH 55052         | 1971 | Esecutori vari (The Rattles, The Sub, Nevil Cameron ed altri) | Pop & Marihuana        |
| ZSLH 55091         | 1972 | Quella Vecchia Locanda                                        | Quella Vecchia Locanda |
| ZSLH 55131         | 1972 | Procession                                                    | Frontiera              |

### 45 giri
| Numero di catalogo | Anno | Interprete               | Titoli                                               |
| ------------------ | ---- | ------------------------ | ---------------------------------------------------- |
| ZH 50051           | 1970 | Under 2000               | Preghiera d'amore/Taglia la corda                    |
| ZH 50052           | 1970 | The Soulful Dynamics     | Mademoiselle Ninette/Monkey                          |
| ZH 50053           | 1970 | The Rattles              | Silly Lilly/Papa san                                 |
| ZH 50059           | 1970 | Under 2000               | Oh my love/Let's get together                        |
| ZH 50067           | 1970 | Massimiliano Baratta     | Qualcosa che si butta via/Pover'uomo                 |
| ZH 50068           | 1970 | The Rattles              | The witch/Lady love                                  |
| ZH 50069           | 1970 | Don Adams                | Quando te ne andrai/Un'immagine, un sorriso          |
| ZH 50084           | 1970 | Under 2000               | Avvicinami a te/Se tu fossi un'amica                 |
| ZH 50161           | 1971 | The Climax               | There goes Maloney/Love me woman                     |
| ZH 50162           | 1971 | John Woolley & Just Born | Ruby baby/Make love not war                          |
| ZH 50164           | 1971 | Mushroom                 | Crying for you/(I'm going back to) Where I belong    |
| ZH 50165           | 1971 | Lilac Street Band        | I must live/Annelise                                 |
| ZH 50186           | 1971 | The Rattles              | You can't have sunshine everyday/Where is the friend |
| ZH 50187           | 1971 | The Rattles              | Verità/Ice on fire                                   |
| ZH 50188           | 1971 | The Soulful Dynamics     | Birdie/Louisiana race                                |
| ZH 50214           | 1971 | Corinna                  | Colori/Sambada washa                                 |
| ZH 50259           | 1972 | Folkaldo                 | Shakidu/Vecchio uomo                                 |